# Cine catalán

Pausa de rodaje de la película "Un parell d'ous"

El cine catalán es aquel que se realiza con un equipo y medios preferentemente catalanes. 

## Historia
Las del Cinematógrafo Lumière se realizaron en Barcelona en diciembre de 1896. La primera película catalana fue Plaza del puerto en Barcelona, de Alexandre Promio. La primera película con argumento fue Riña en un café (1897), del prolífico Fructuós Gelabert. Hacia 1914, Barcelona era el centro de la industria cinematográfica española.
De la llamada «Escuela de Barcelona», experimentalista y cosmopolita, destacan Vicente Aranda, Jaime Camino, Pere Portabella o Gonzalo Suárez, que realizarían sus obras maestras ya en los 80.
El cine en catalán recuperó su vigor en 1975 cuando, con el fin de la dictadura franquista, se permiten las manifestaciones culturales en lengua catalana, y se funda el Instituto de Cine Catalán (Institut de Cinema Català).
En los últimos años Barcelona se ha distinguido en la industria cinematográfica por su capacidad y calidad de producción en los campos de la animación, los dibujos animados, el rodaje y producción de spots publicitarios, y el doblaje.
Barcelona, ciudad de ferias y congresos de todo tipo, también celebra diversos encuentros anuales de temática cinematográfica. La ciudad, por ejemplo, se ha convertido en una de las mecas mundiales del cine porno que, además, ha encontrado en la ciudad condal a una de sus estrellas en Nacho Vidal. También se celebran otros certámenes menores, aunque no exentos de calidad y prestigio, como la Mostra Internacional de films de dones (Muestra internacional de filmes de mujeres), que tiene lugar desde el año 1992, o el Festival Internacional Documental de Barcelona, que tiene lugar desde el 2000.
Pero Barcelona no es, ni mucho menos, la única ciudad de Cataluña donde existe actividad cinematográfica. El Festival Internacional de Cinema de Cataluña, conocido como el Festival de Cine de Sitges, fue inaugurado en 1967, y está considerado uno de los mejores certámenes cinematográficos de Europa, y el número uno en la especialidad de cine fantástico. En Lérida se celebra cada año la Muestra de Cine Latinoamericano de Cataluña. Y Gerona cuenta con el Museo del Cine - Colección Tomàs Mallol.

## Festivales de cine

### En los Países Catalanes
Barcelona, ciudad de ferias y congresos de toda clase, también celebra varios encuentros anuales de temática cinematográfica. En la ciudad se celebran certámenes de prestigio como la Mostra Internacional de Films de Dones, que tiene lugar desde el año 1992, o el Festival Internacional Documental de Barcelona, que tiene lugar desde 2000. Por otra parte, en Barcelona también se celebra el Festival Internacional de Cine Erótico de Barcelona.
Pero Barcelona no es, ni mucho menos, la única ciudad de los Països Catalans donde existe actividad cinematográfica. El Festival Internacional de Cine de Cataluña, conocido como el Festival de Cine de Sitges, fue inaugurado en 1967, siendo considerado uno de los mejores certámenes cinematográficos de Europa, y el número 1 en la especialidad de cine fantástico. En Lérida se celebra cada año la Muestra Internacional de Cine Latinoamericano; Y Gerona cuenta con el Museo del Cine.

### A nivel internacional
A nivel europeo, el Festival de Cine Catalán de Copenhague (Dinamarca) es un certamen que tiene como objetivo la difusión de la cultura cinematográfica catalana y que se celebra anualmente durante los meses de invierno con la proyección de varios films rodados en versión original en catalán y subtitulados al inglés.

## Producciones de cine en Cataluña
A lo largo de 2013, se registraron un total de 3.101 producciones en Cataluña. Por tipologías, 140 corresponden a rodajes de carácter institucional o corporativo; 398, a cortometrajes o ejercicios académicos; 248, en documentales o reportajes; 333, a entretenimiento y series de televisión; 708, en spots publicitarios; 793, a fotografía; 63, a largometrajes (cine ficción y documentales, telefilmes y miniseries); 157, en videoclips y 261 en otros tipos de filmaciones. De las 63 grandes producciones registradas (largometrajes de ficción y documentales, telefilmes y miniseries), 39 se rodaron en escenarios de toda Cataluña, mientras que 24 se registraron exclusivamente en la ciudad de Barcelona. Respecto al origen de las producciones, 222 (un 15,2%) de las 1.456 producciones que han facilitado información son internacionales. El pasado año se realizaron 2.494 producciones en Barcelona ciudad (esta cifra incluye 80 producciones que han rodado también en otros municipios catalanes) y 687 producciones en el resto del territorio catalán.

## Cine rodado en Cataluña
La última de las posibilidades descartadas es la inversa de la anterior. Prescindiendo de la nacionalidad de los equipos de rodaje, Cataluña ha gozado de determinadas circunstancias técnicas -los estudios Orphea y el equipamiento para rodar los primeros films sonoros- o geográficas -el mar- que le han convertido en un lugar teóricamente privilegiado por convertirse en un atractivo plató cinematográfico.
Ya antes de la Primera Guerra Mundial se instalaron algunos cineastas italianos que fueron aumentando -desgraciadamente sin respetar la misma proporción cualitativa- a consecuencia de la neutralidad española durante el período bélico. En cambio, los grandes realizadores centroeuropeos exilais van. marcharse directamente a Hollywood, con breves estancias en Francia, pero sin que ninguno de ellos se afincase en España. Únicamente llegaron algunos cineastas fugitivos del nazismo, pero pertenecían más al ámbito técnico -fotógrafos o decoradores- que al de los realizadores.
Por razones obvias, el franquismo frenó la importación de cineastas extranjeros, salvo las visitas a tierras catalanas de algún nostálgico de la España eterna, como Orson Welles, pero las migraciones interiores fueron numerosas, como ya se ha dicho, entre Madrid y Barcelona.

## Principales películas
- En catalán:
  - Herois
  - Els nens salvatges
  - La plaça del Diamant
  - La ciutat cremada
  - Un parell d'ous
  - El complot dels anells
  - Amic/Amat
  - Costa Brava
  - La teta y la luna
  - El mar
  - Pa negre
  - Honor de cavalleria
  - Estiu 1993
- En castellano
  - Héroes
  - Los niños salvajes
  - Balseros
- En alemán y castellano
  - Die Stille vor Bach

## Principales actores
| - Àlex Monner - Marc Balaguer - Nil Cardoner - Rafael Anglada - Pere Arquillué - Jordi Banacolocha - Jordi Boixaderas - Joan Borràs - Jordi Bosch - Joan Lluís Bozzo - Mario Cabré - Joan Capri - Joaquim Cardona - Marc Cartes - Álex Casanovas - Cassen - Alberto Closas - Adrià Collado - José Corbacho - Miquel Cors - Pep Cruz - Joan Dalmau - Jordi Dauder - Manel Dueso | - Eduard Farelo - Eduard Fernández - Josep María Flotats - Abel Folk - Carlos Fuentes - Fernando Guillén - Quim Gutiérrez - Lluís Homar - Joel Joan - Josep Linuesa - Sergi López - Alfred Luchetti - Ramon Madaula - Enric Majó - Lluís Marco - Adolfo Marsillach - Joan Massotkleiner - Sergi Mateu - Santi Millán - Josep Minguell - Pep Molina | - Jordi Mollà - Pep Munné - Pep Anton Muñoz - Francesc Orella - Joan Pera - Roger Pera - Miquel Periel - Pere Ponce - Josep Maria Pou - Juanjo Puigcorbé - Octavi Pujades - Ferran Rañé - Pepe Rubianes - Jordi Sánchez Zaragoza - José Sazatornil - Xavier Serrat - Toni Sevilla - Lluís Soler - Carles Velat - David Janer |

## Principales actrices
| - Laia Costa - Joana Vilapuig - Mireia Vilapuig - Carme Elías - Silvia Aleacar - Mercè Arànega - Neus Asensi - Asunción Balaguer - Amparo Baró - Ana María Barbany - Anna Barrachina - Lloll Bertran - Gemma Brió - Cristina Brondo - Mercè Bruquetas - Montserrat Carulla - Imma Colomer - Mercè Comes - Laura Conejero - Daniela Costa | - Gemma Cuervo - Olalla Escribano - Núria Espert - Nuria Gago - Marina Gatell - Ariadna Gil - Mònica Glaenzel - Montse Guallar - Loles León - Anna Lizaran - Mercè Lleixà - Teresa Gimpera - Pepa López - Laia Marull - Margarida Minguillon - Àngels Moll - Mercè Montalà - Irene Montalà | - Amparo Moreno - Sílvia Munt - Rosa Novell - Candela Peña - Mont Plans - Mercè Pons - Montse Pérez - Mónica Randall - Íngrid Rubio - Montserrat Salvador - Mercedes Sampietro - Eva Santolaria - Mary Santpere - Rosa María Sardà - Clara Segura - Assumpta Serna - Silvia Tortosa - Emma Vilarasau |

## Principales directores
| - Albert Espinosa - Pau Freixas - Marta Balletbó-Coll - Jordi Bayona - Francesc Bellmunt - Carlos Benpar - Francesc Betriu - Juan José Bigas Luna - Juan Bosch - Jordi Cadena - Jaime Camino - Isabel Coixet - Eduard Cortés - Antonio Chavarrías - Ignacio F. Iquino - Jordi Feliu - Josep Maria Forn - Jesús Garay - Gonzalo Herralde | - Manuel Huerga - Miquel Iglesias Bons - Joaquim Jordà - Santiago Lapeira - Joaquim Oristrell - Ventura Pons - Pere Portabella - Silvia Quer - Antoni Ribas - Francesc Rovira-Beleta - Rosa Vergés - Agustí Villaronga - Claudio Zulian - Jaume Balagueró - Juan Antonio Bayona - Carlos Marqués-Marcet - Carla Simón |

## Principales teleseries
- Merlí
- Polseres vermelles
- El cor de la ciutat
- Plats bruts
- Estació d'enllaç
- Oh! Europa
- Temps de silenci
- Poblenou
- Nissaga de poder
- Teresines SA
- La memòria dels cargols
- Polònia
- Porca misèria
- Ventdelplà
- Majoria absoluta

## Productoras y distribuidoras
- Lauren Films
- Filmax
- D'Ocón Films
- Diagonal TV